# فاسيلي غروسمان
فاسيلي غروسمان (بالروسية: Василий Семёнович Гроссман)‏ (29 نوفمبر 1905، بيردوشيف في أوكرانيا - 14 سبتمبر 1964، موسكو في روسيا)؛ صحفي، كاتب، كاتب سيناريو، مراسل عسكري وروائي سوفيتي-روسي.

## الجوائز
- ميدالية الانتصار على ألمانيا في الحرب الوطنية العظمى 1941-1945
- وسام الراية الحمراء
- وسام الراية الحمراء من حزب العمال

## روابط خارجية
- فاسيلي غروسمان على موقع IMDb (الإنجليزية)